# Montgaillard-Lauragais
Montgaillard-Lauragais (okzitanisch: Montgalhard de Lauragués) ist eine französische Gemeinde mit 689 Einwohnern (Stand: 1. Januar 2022) im Département Haute-Garonne in der Region Okzitanien (vor 2016 Midi-Pyrénées). Sie gehört zum Arrondissement Toulouse und zum Kanton Revel. Die Einwohner werden Montgaillardais genannt.

## Lage
Montgaillard-Lauragais liegt in der Kulturlandschaft Lauragais, 26 Kilometer südöstlich von Toulouse. Der Hers-Mort begrenzt die Gemeinde im Südwesten. Umgeben wird Montgaillard-Lauragais von den Nachbargemeinden Mauremont im Nordwesten und Norden, Trébons-sur-la-Grasse im Norden und Osten, Vallègue im Osten, Villefranche-de-Lauragais im Südosten und Süden, Saint-Rome im Südwesten und Westen sowie Villenouvelle im Westen.

## Bevölkerungsentwicklung
| Jahr                       | 1962 | 1968 | 1975 | 1982 | 1990 | 1999 | 2010 | 2020 |
| Einwohner                  | 360  | 321  | 434  | 459  | 528  | 547  | 633  | 695  |
| Quellen: Cassini und INSEE |      |      |      |      |      |      |      |      |

## Sehenswürdigkeiten

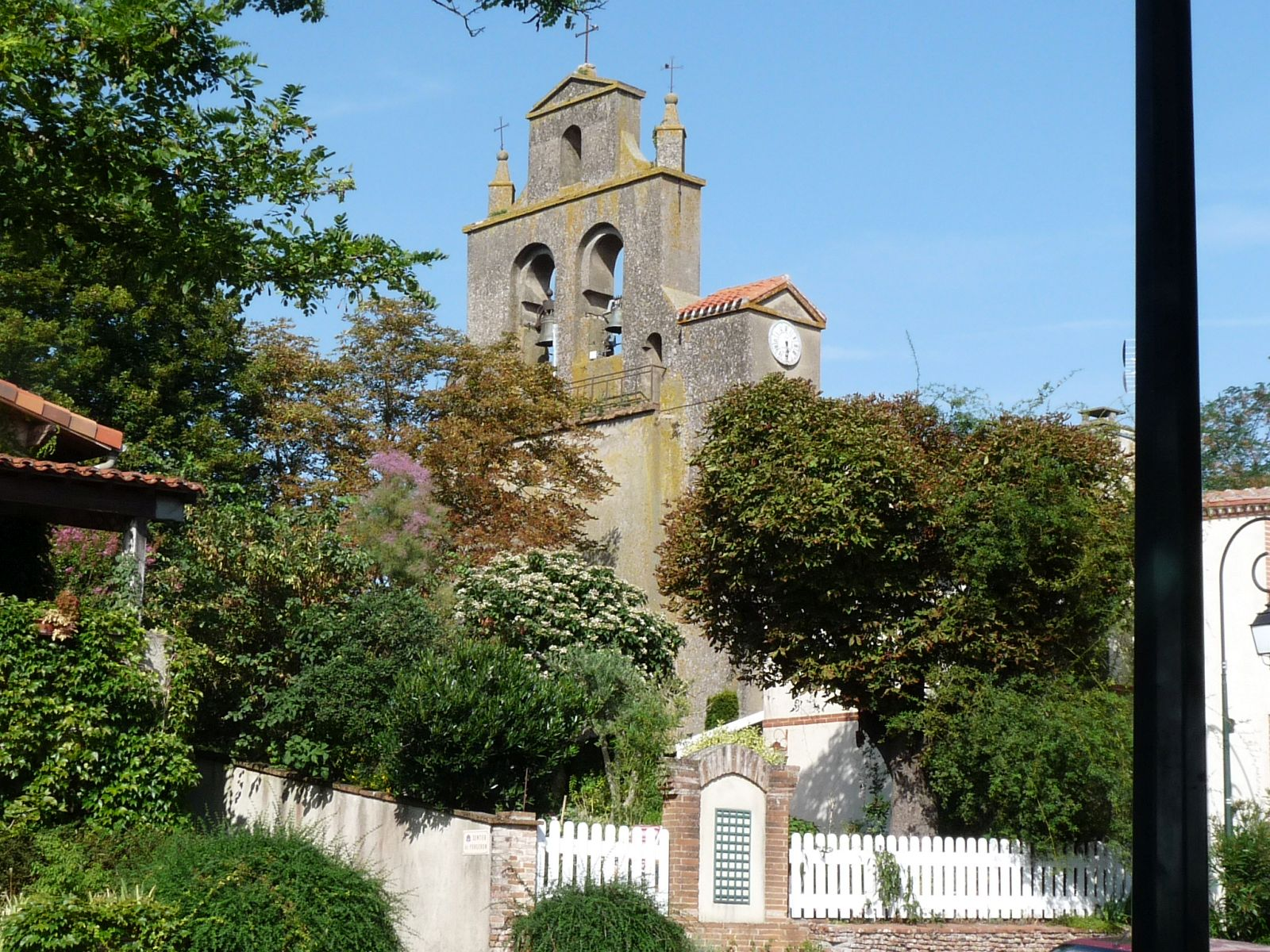
Kirche Saint-Étienne
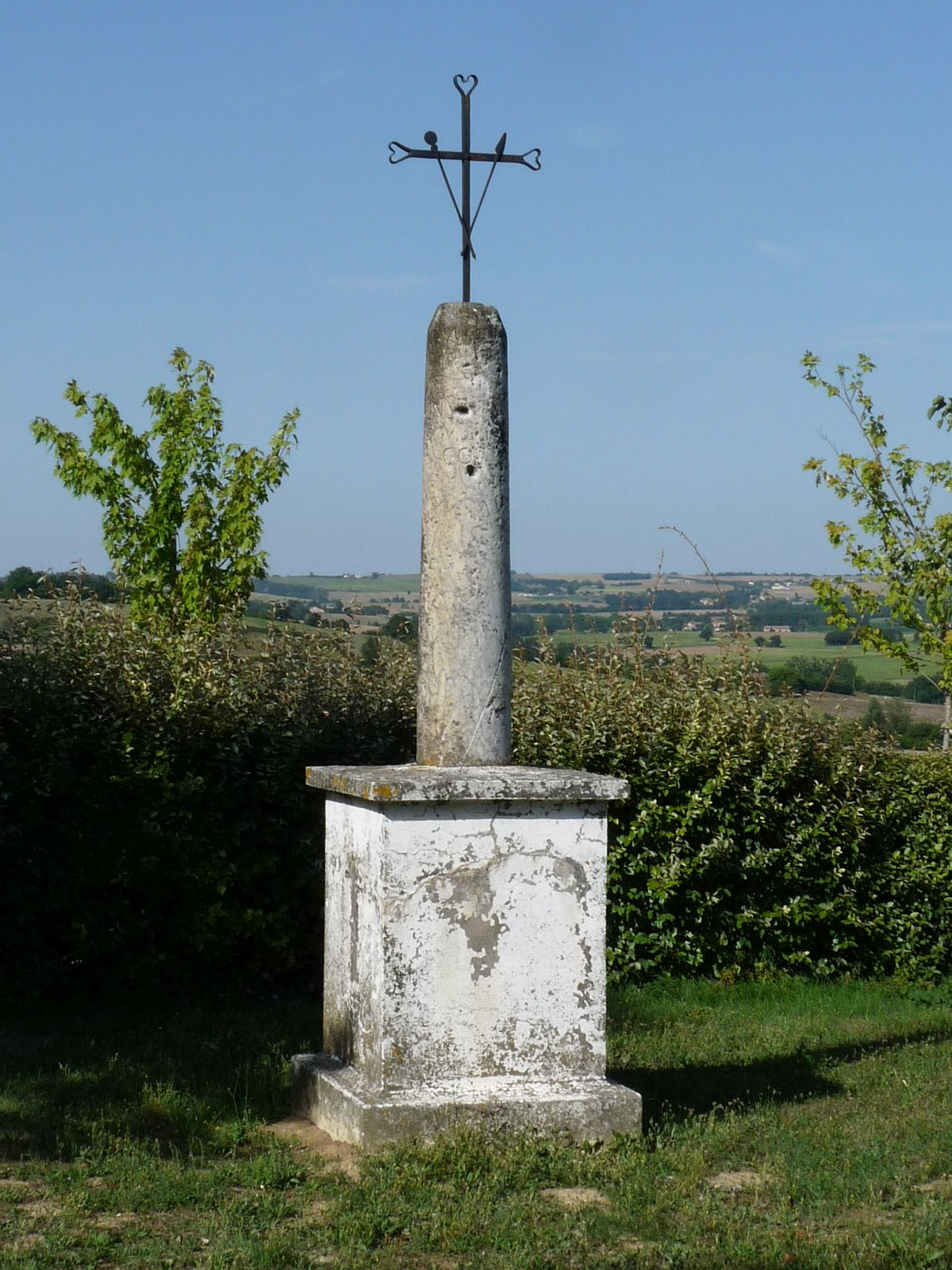
Römischer Meilenstein
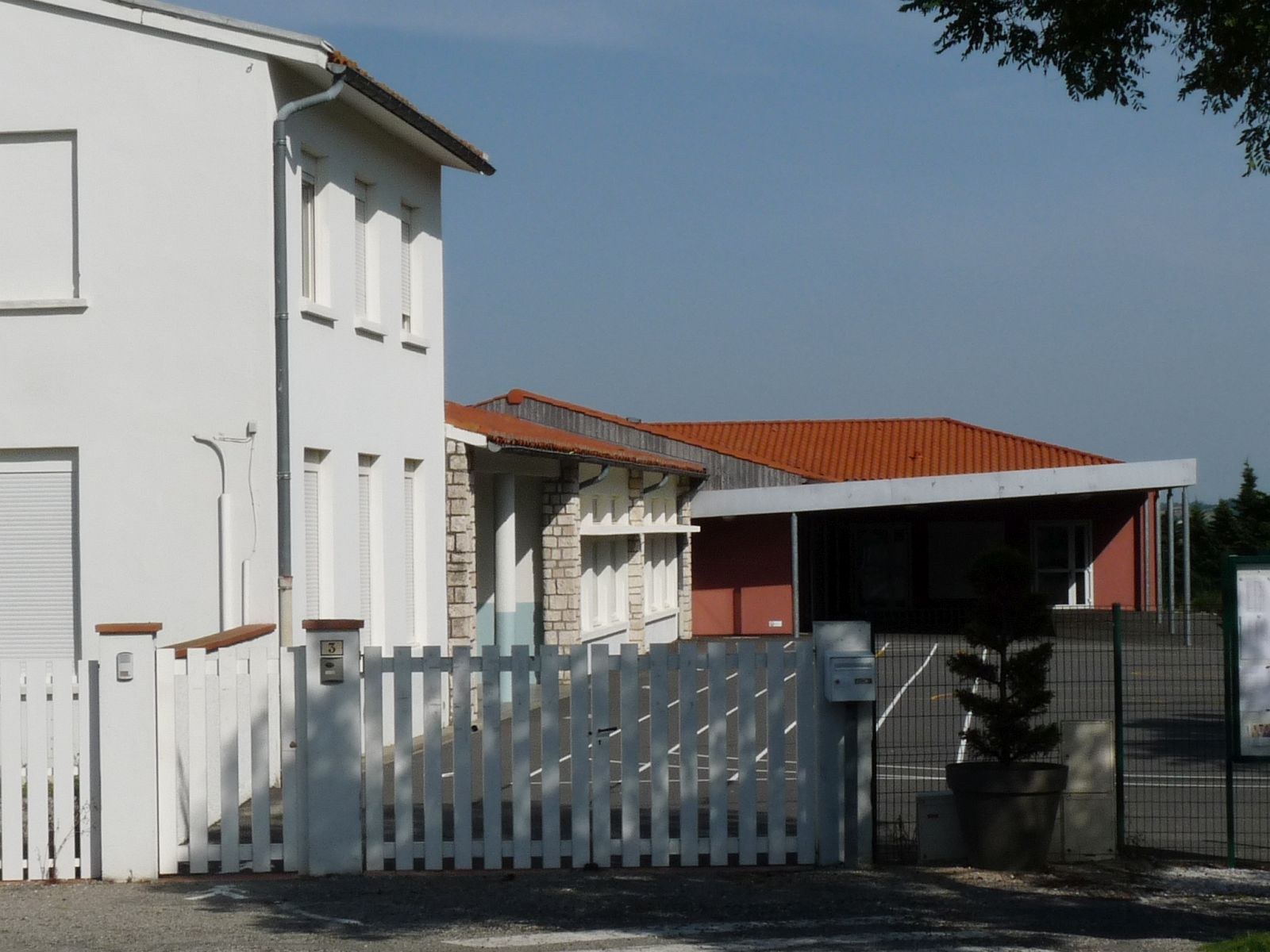
Schule
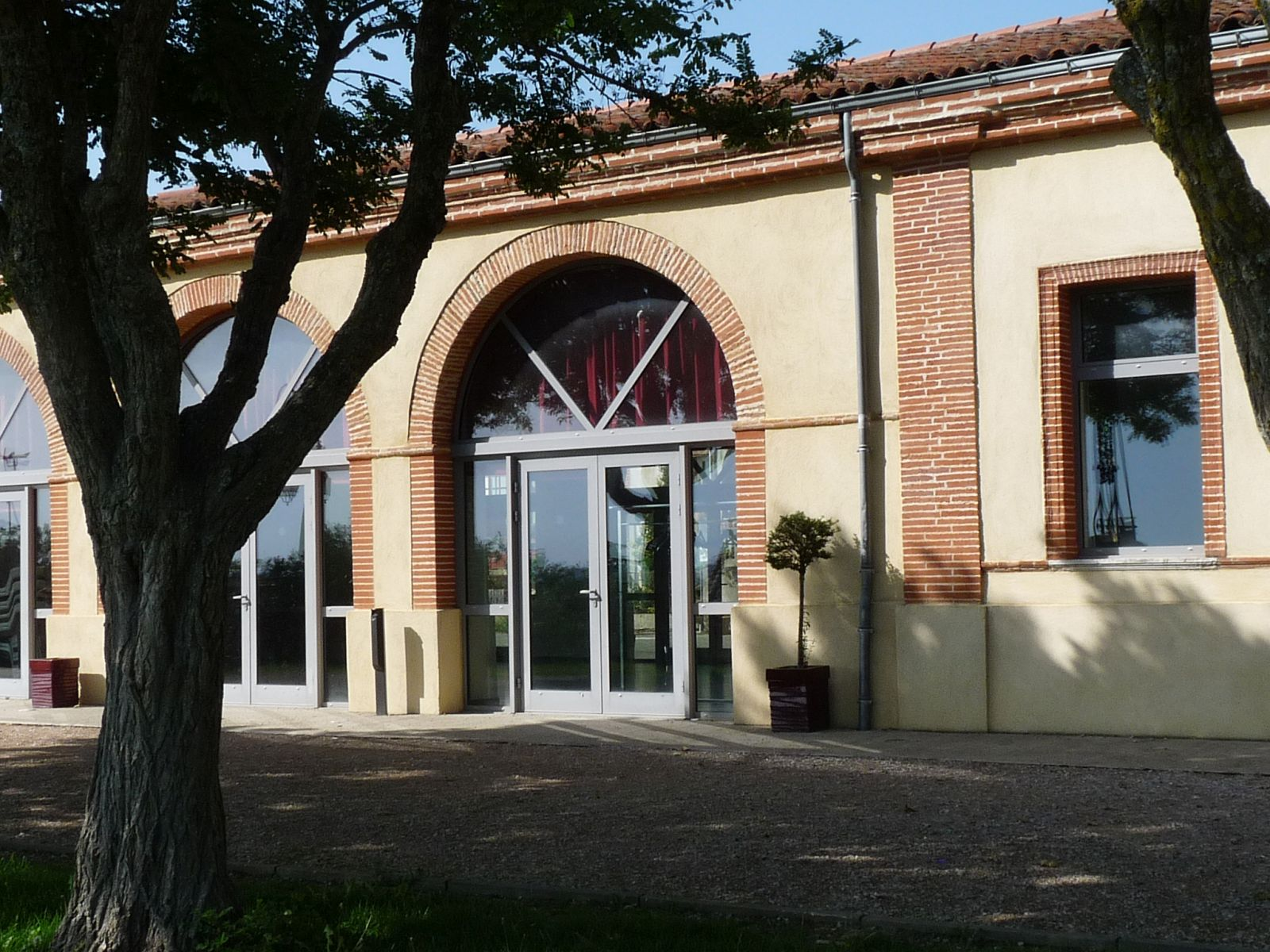
Gemeindefesthalle
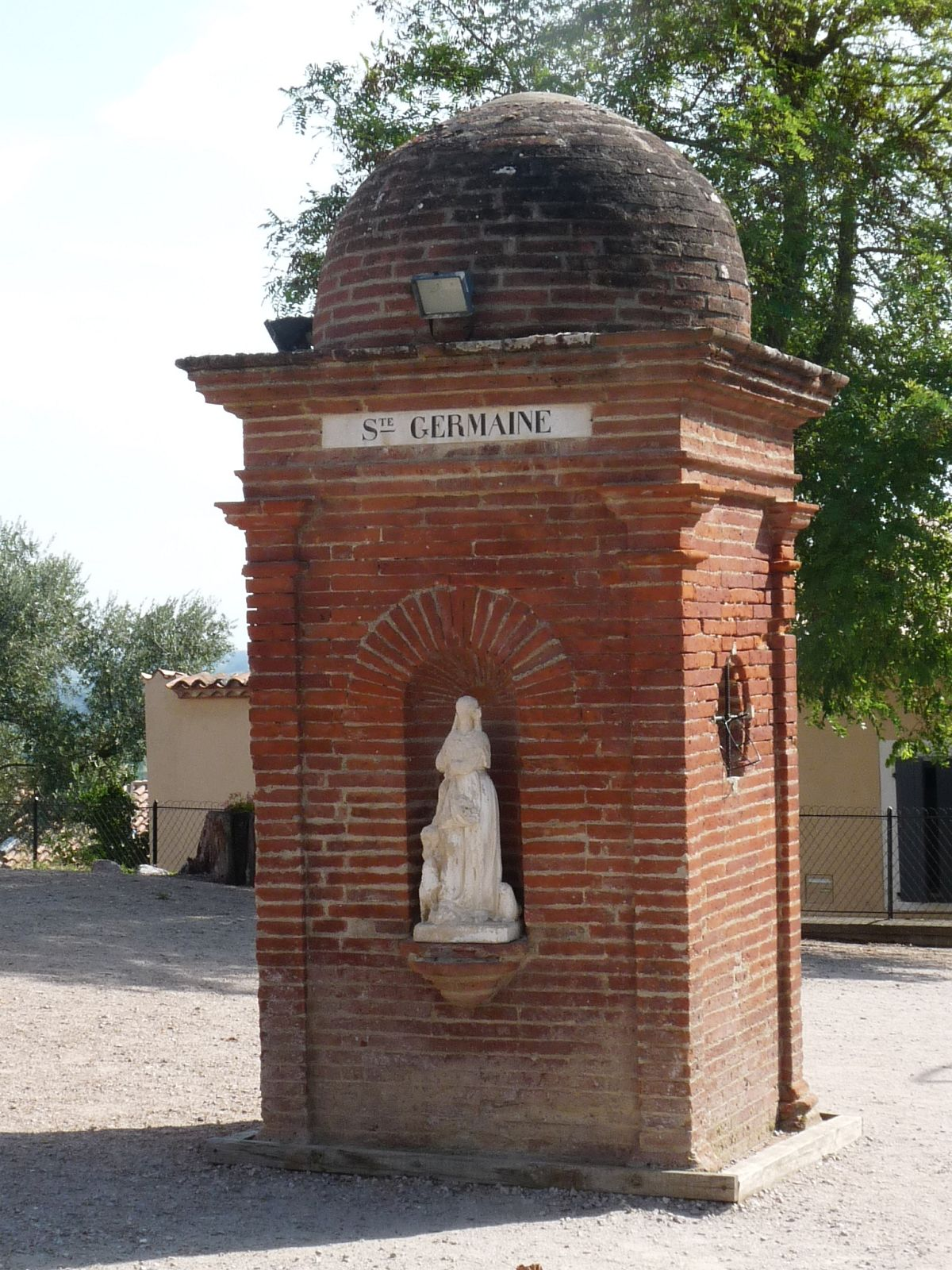
Brunnenhaus
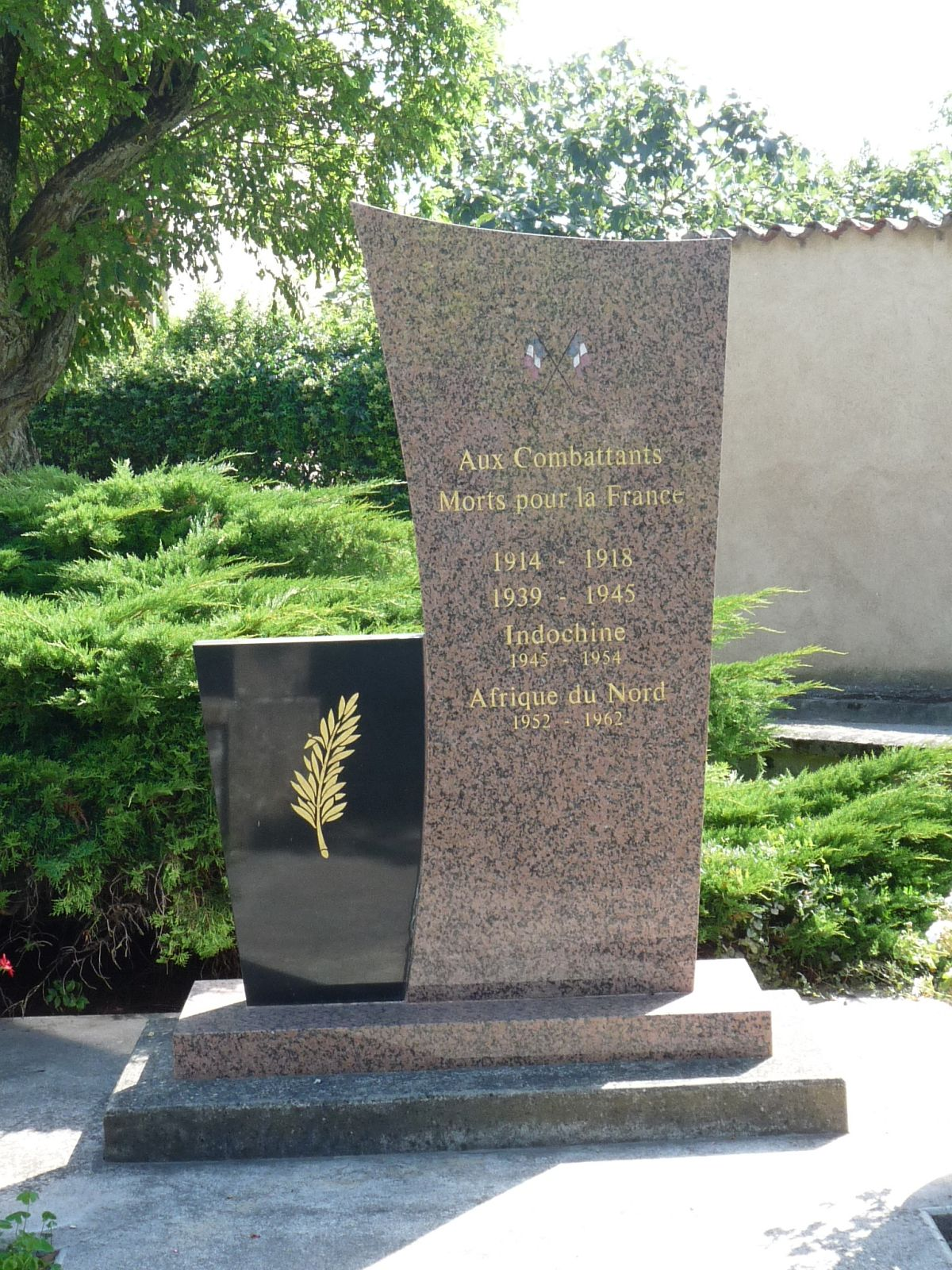
Gefallenendenkmal
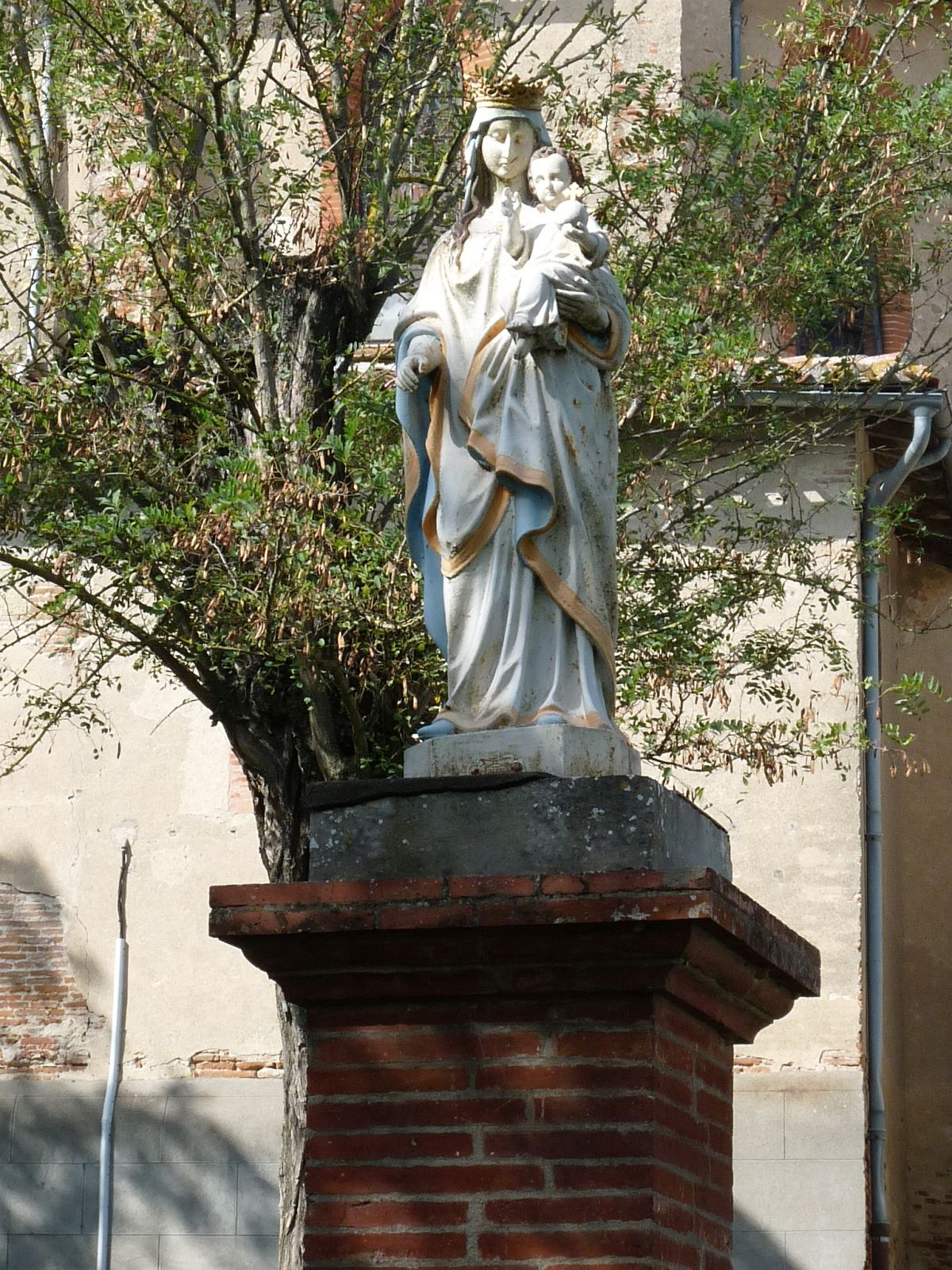
Marienstatue

- Kirche Saint-Étienne
- Römischer Meilenstein
- Schule
- Gemeindefesthalle
- Brunnenhaus
- Gefallenendenkmal
- Marienstatue

## Persönlichkeiten
- Jean Baylet (1904–1959), Politiker und Journalist